# 古寨镇
古寨镇是中国广东省河源市和平县下辖的一个镇，位于和平县东南部。辖区总面积63.4平方公里，下辖1个社区9个村，总人口1.3284万人。鱼潭江由北向南穿境而过，水土易流失。
古寨镇下辖以下村级行政区划单位
街道社区、丰和村、南兴村、三联村、水西村、河东村、梅华村和前程村。